# Oumani Kadi
Oumani Kadi (* 1931 in Illéla; † 3. September 2013 in Niamey) war ein nigrischer Politiker.

## Leben
Oumani Kadi stammte aus der Herrscherfamilie von Ader mit Sitz in Illéla, die auf das Jahr 1674 zurückgeht. Er arbeitete als Verwaltungsbeamter.
Kadi wurde bei den Wahlen zur Territorialversammlung von 1957 für die Partei Sawaba als Abgeordneter in das Parlament Nigers gewählt. Er gehörte zu mehreren Abkömmlingen traditioneller Herrscherhäuser, die den Erfolg des Sawaba bei den Wahlurnen sicherstellten. Kadi wechselte bald zur Nigrischen Fortschrittspartei, die Niger 1960 in die Unabhängigkeit von Frankreich führte. Er wurde wiederholt als Abgeordneter in die Nationalversammlung wiedergewählt. Von 1958 bis 1965 wirkte er als Sekretär des Parlamentsbüros, zudem war er als Mitglied verschiedener parlamentarischer Ausschüsse tätig. Mit dem Militärputsch von 1974 endete seine Tätigkeit als Abgeordneter. Oumani Kadi wurde am 14. August 1990 zum 30. Sarkin Ader, dem Herrscher von Ader, ernannt. Er setzte sich vor allem für das Bildungswesen ein. Der Kindergarten von Illéla wurde 2010 nach ihm benannt.
Oumani Kadi starb 2013 in der Hauptstadt Niamey. Er hinterließ seinen 1961 geborenen Sohn, den Menschenrechtsaktivisten Moustapha Kadi Oumani.

## Ehrungen
- Kommandeur des Nationalordens Nigers[1]